# Tomasz Kluczyński
Tomasz Kluczyński (ur. 18 lipca 1993 w Żninie) – polski lekkoatleta, sprinter.

## Kariera sportowa
Medalista mistrzostw Polski w kategorii młodzików, juniorów młodszych, juniorów oraz seniorów. Brązowy medalista mistrzostw Polski seniorów w biegu na 200 metrów (2013). W barwach Europy wywalczył srebrny medal igrzysk olimpijskich młodzieży w sztafecie szwedzkiej (Singapur 2010), Polak biegł na drugiej zmianie (200 metrów), poza Kluczyńskim w składzie znaleźli się: Brytjczyk David Bolarinwa, Włoch Marco Lorenzi oraz Rosjanin Nikita Ugłow. W 2011 zdobył, wraz z kolegami z reprezentacji Polski, brązowy medal mistrzostw Europy juniorów w biegu rozstawnym 4 x 100 metrów.

## Osiągnięcia
| Rok  | Impreza                                        | Miejsce    | Pozycja    | Konkurencja        | Wynik   |
| ---- | ---------------------------------------------- | ---------- | ---------- | ------------------ | ------- |
| 2009 | Mistrzostwa świata juniorów młodszych          | Bressanone | 5. miejsce | Bieg na 200 m      | 21,70   |
| 2010 | Kwalifikacje do igrzysk olimpijskich młodzieży | Moskwa     | 1. miejsce | Bieg na 200 m      | 21,38   |
| 2010 | Igrzyska olimpijskie młodzieży                 | Singapur   | 7. miejsce | Bieg na 200 m      | 21,56   |
| 2010 | Igrzyska olimpijskie młodzieży                 | Singapur   | 2. miejsce | Sztafeta szwedzka  | 1:52,11 |
| 2011 | Mistrzostwa Europy juniorów                    | Tallinn    | 3. miejsce | sztafeta 4 x 100 m | 40,42   |
| 2011 | Mistrzostwa Europy juniorów                    | Tallinn    | 4. miejsce | bieg na 200 m      | 21,52   |

## Rekordy życiowe
- bieg na 100 metrów – 10,61 (2013) / 10,47w (2013)
- bieg na 200 metrów – 21,04 (2013)